# Eckankar

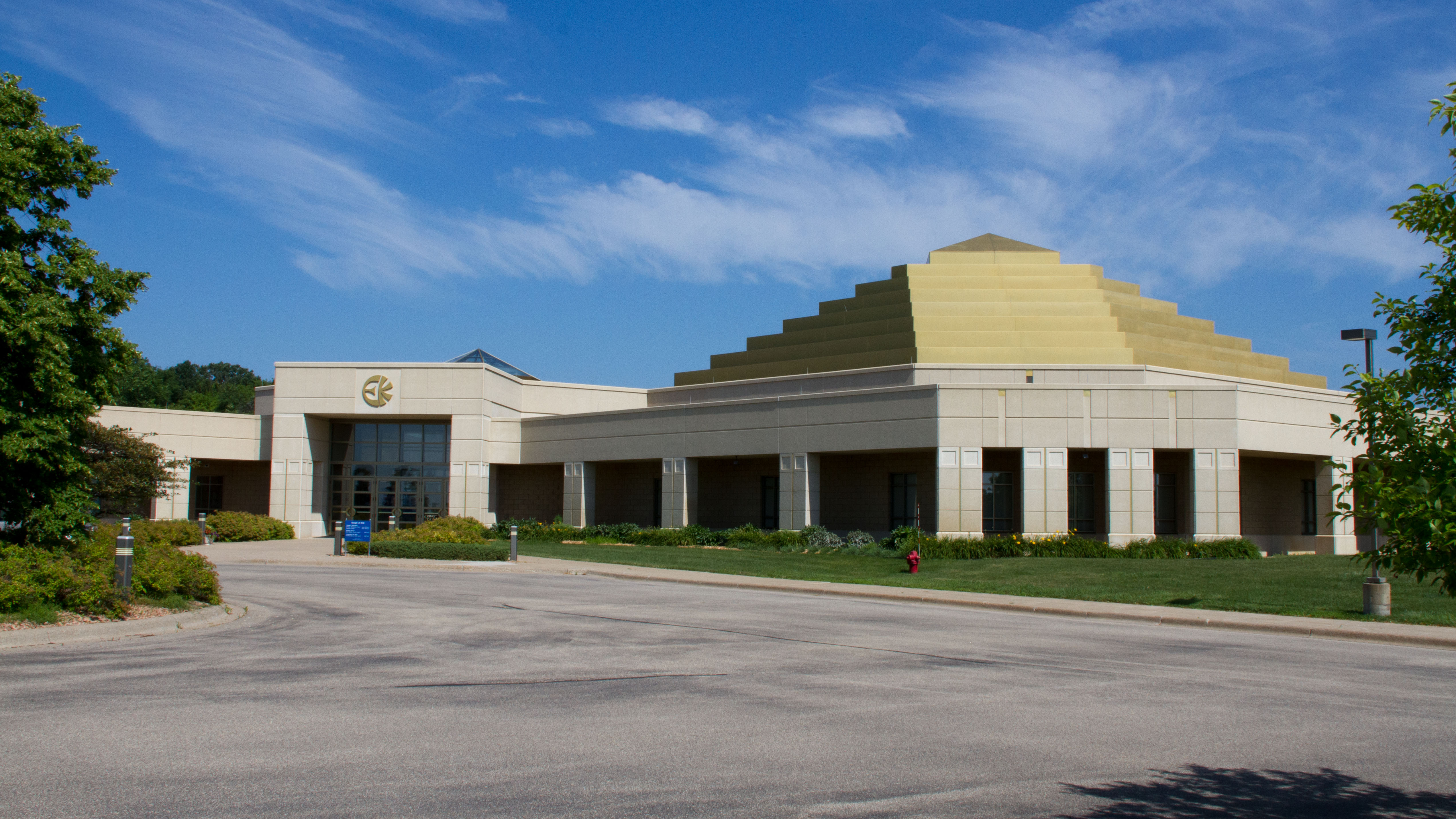
Świątynia, Chanhassen (USA)

Eckankar (Doświadczenia Światła i Dźwięku Boga) – ruch religijny założony w 1965 (aktualnie ustatkowany w Chanhassen w stanie Minnesota) przez dziennikarza i pisarza Paula Twitchella (ur. 23 października 1909, zm. 1971).
Eckankar ma się wywodzić z jednego z dialektów (amdo) języka tybetańskiego. Swoją ideologię opiera na naukach mistrzów tybetańskich. Dość ważną rolę odgrywają w niej pojęcia przypominające duchowości indyjskiej, które nie przypominają jogi, lecz bardziej medytację i kontemplację, wiara w reinkarnację i instytucja mistrza duchowego. Jej przywódcy, jak i należący do niej adepci dużą rolę do tak zwanych ćwiczeń duchowych i różnych sposobów do opuszczania ciała. Według Reinharta Hummela (doktor teologii i w latach 1981–1995 dyrektor ewangelickiego ośrodka zagadnień światopoglądowych w Stuttgarcie) ta droga jest swoistym pomostem między drogami z lat pięćdziesiątych i sześćdziesiątych a ruchami „Nowej Ery” z której zapożyczono wizję Boga, jako bezosobowej substancji oraz koncentrowanie się na samorealizacji duszy.

## Organizacja i Historia
Eckankar ma główną siedzibę w Chanhassen w stanie Minnesota (USA), gdzie znajduje się świątynia otwarta dla publiczności.
Obecnym liderem Eckankar – znanym jako Żyjącym Eck-Mistrzem – jest Harold Klemp. Zgodnie z doktryną Eckankar Żyjący Eck-Mistrz jest szanowany, ale nie jest czczony. Członkowie Eckankar postrzegają go jako duchowego przewodnika dla ich własnego rozwoju.
Paul Twitchell założył Eckankar w roku 1965. Harold Klemp objął prowadzenie Eckankar 22.10.1981.

## Nauka[2]
- Istnieje dwanaście światów, od materialnego do boskiego.
- Każdemu z nich przypisany jest jakiś dźwięk, np. światu fizycznemu Elam (grom).
- Dusza wędrując przez wszystkie te rzeczywistości doświadcza kolejno dźwięków każdej z nich.
- Istnieje bezosobowy Bóg – Sugmad, od którego pochodzi wszelkie życie.
- Zadaniem duszy jest uwolnienie się z ciała i przejście przez sfery kosmiczne do Boga.
- Dusza ludzka przechodzi cykl reinkarnacji, może jednak uwolnić się od niego już w obecnym życiu.

## Praktyka
Członkowie Eckankar wyróżniają się tym, że postanowili w swoim „aktualnym wcieleniu” za cel samorealizację i urzeczywistnienie w Bogu. Do tego celu zaprowadzić ma ich ćwiczenia duchowe lub kontemplacje, one mają im umożliwić podróżowanie duszy poza fizyczne bariery ciała do królestwa „Sugmad”- jest to ekwiwalent Boga upatrywanego, jako wszystko obejmujący, bezosobowy i nieskończony Ocean Miłości i Miłosierdzia, z którego wypływa wszelkie życie.
Cała wiedza jest dostępna wszystkim członkom ruchu, kolejne stopnie wtajemniczenia oznaczają według Eckankar poziom świadomości osiągnięty i też energetyczny. Pierwsza inicjacja odbywa się w trakcie snu i odbywa się czasem ukazaniem mistrza Eckankar. Objawienie to jest początkiem całej serii inicjacji (8 stopni zewnętrznych). Druga inicjacja jest o wiele trudniejsza do osiągnięcia, gdyż adept jest do niej gotowy dopiero po dwóch latach członkostwa. Inicjacja ta "łączy jednostkę z Duchem uwalniając ją z konieczności inkarnacji w tym fizycznym świecie." Osoby, które przejdą drugą inicjację "otrzymują na własność tajemne słowo" które się używa przy ćwiczeniach duchowych.
Członkowie ruchu (zwani chela) nie prowadzą życia wspólnotowego. Praktykowania ćwiczeń duchowych w domach jest polecane, bo one mają pomóc w rozwoju członków, uczestnictwie w seminariach jest dobrowolne i większość członków nie jeździ często na seminaria. Co roku wpłacają składkę członkowską ok. 50 dolarów (dla członków w Polsce). Dzięki tym funduszom otrzymują co miesiąc drogą pocztową kolejne materiały szkoleniowe oraz możliwości wzięcia udziału w seminariów. Naukę ruchu można również zgłębiać na kursach organizowanych w lokalnych ośrodkach. Cztery razy do roku maja miejsce trzydniowe Międzynarodowe Seminaria Eckankar. Zwolennicy Eckankar nazywają swój ruch Religią Boskiego Światła i Dźwięku. Oprócz medytacji ważnym ćwiczeniem jest dla nich tzw. Hu-chant: śpiewanie Hu, czyli uniwersalnego imienia "Słyszalnego Strumienia Życia" Według nauk ruchu praktyka ta prowadzi do "świętego przymierza ze Światłem i Dźwiękiem Boga". Na spotkaniach tych oprócz dyskusji i ćwiczeń medytacji centralnym punktem jest śpiewanie Hu.
Oprócz zajęć dla dorosłych Eckankar proponuje również specjalne zajęcia dla dzieci, które mogą praktykować swoje pierwsze kursy, gdy mają 6 lat – lecz wtajemniczenia otrzymują dopiero po zakończeniu 19 lat. Eckankar prowadzi również swoje wydawnictwo. Wydali m.in. książkę pod tytułem "Eckankar pradawna mądrość na dzisiaj".